# Робърт Уолърщайн
Робърт Уолърщайн (на английски: Robert S. Wallerstein) е известен американски психоаналитик. Оглавява Изследователски проект по психотерапия на фондация „Менингер“ и е бивш президент на Международната психоаналитична асоциация.

## Биография
Роден е на 28 януари 1921 година в САЩ. Завършва колежа Колумбия в Ню Йорк през 1941 г. През 1944 получава медицинска степен от Колумбийският университет за лекари и хирурзи. След Втората световна война работи в различни болници, включително и в армията на САЩ. В периода 1951 – 1966 г. е преподавател в училището на Менингер по психиатрия в Топека. Президент е на Международната психоаналитична асоциация в периода 1985 – 1989 г.
Умира на 21 декември 2014 година на 93-годишна възраст.

## Частична библиография
- Hospital treatment of alcoholism: a comparative, experimental study, New York: Basic Books, 1957
- Psychoanalysis and Psychotherapy: An Historical Perspective, International Journal of Psycho-Analysis, 1989, 70:563 – 591
- The talking cures: the psychoanalyses and the psychotherapies, New Haven [etc.]: Yale University Press, 1995
- Lay analysis: life inside the controversy, Hillsdale, NJ [etc.]: Analytic Press, 1998
- Forty-two lives in treatment: a study of psychoanalysis and psychotherapy: the report of the Psychotherapy Research Project of the Menninger Foundation, 1954 – 1982, New York: Other Press, 2000
- The Generations of Psychotherapy Research: An Overview. Psychoanal. Psychol., 18:243 – 267 (2001)
- Psychoanalysis: The Broader Scope, International Universities Press, 2004

## Второстепенна литература
- Psychic structure and psychic change: essays in honor of Robert S. Wallerstein, ed. by Mardi J. Horowitz, Madison, Conn.: International Universities Press, 1993
- From Impression to Inquiry: A Tribute to the work of Robert Wallerstein, edited by Wilma Bucci, Norbert Freedman, International Psychoanalytical Association, 2007, ISBN 978-1-905888-00-9, Paperback, includes a bibliography of Wallerstein